# Renault R27
A Renault R27 egy Formula–1-es versenyautó, amelyet a Renault tervezett és gyártott a 2007-es Formula–1-es szezonra. A futóművet Bob Bell, James Allison, Tim Densham és Dino Toso tervezte, Pat Symonds felügyelte az autó tervezését és gyártását, mint műszaki igazgató, Rob White pedig a motortervezést vezette. Az autót Giancarlo Fisichella és az újonc Heikki Kovalainen vezette, Fernando Alonso 4 idény után elhagyta a csapatot, és a McLarenhez szerződött. 
Az autó 2007. január 16-án, a jerezi versenypályán mutatkozott be először a nyilvánosság előtt, miután egy héttel korábban Silverstone-ban egy rövid első tesztet teljesített.

## Áttekintés[2]
Az R27 külsőleg hasonlít a 2006-os R26-oshoz, néhány aerodinamikai módosítással. Az első szárny kialakítása például nagyon hasonlít az R26-oséhoz. Szokatlan újdonság, hogy a visszapillantó tükröket az oldalsó traktus külső szélén lévő strigulákon helyezték el, a Ferrari által a 2006-os autójukon (248 F1) bevezetett koncepciót követve.
Ebben az évben új szponzor érkezett a csapathoz az ING Bank személyében, emiatt változott a festés: a korábbi kék-sárga színeket a sárga-fehér-narancssárga-mélykék váltotta fel.
A látszólagos hasonlóságok ellenére az R27 meg sem tudta közelíteni elődje eredményeit. Az autó viszonylag versenyképtelennek bizonyult, és a csapat a negyedik helyre esett vissza, általában lassabb volt a Ferrarinál, a McLarennél és a BMW Saubernél. A csapat 2002 óta először nem tudott győzelmet szerezni, és csak egyetlen dobogós helyezést ért el, a kaotikus Japán Nagydíjon, az újonc Heikki Kovalainen révén. Ehhez képest az R26 a debütálásakor győzelmet aratott, és megnyerte a 2006-os konstruktőri és versenyzői bajnokságot. A csapat az autó versenyképtelenségét a csapat szélcsatornájára való túlzott hagyatkozásnak tulajdonította, amely nem mutatott megfelelő adatokat arra vonatkozóan, hogy az autó aerodinamikailag hogyan fog teljesíteni a pályán. Az év végére az autótól a Renault-motoros Red Bull, a Williams, a Scuderia Toro Rosso, a Toyota és a Honda is erősebbnek viszonyult. Sokan ezt annak tulajdonították, hogy a csapat felhagyott a fejlesztéssel, és a 2008-as autóra koncentrált.
Fisichellát diszkvalifikálták a kanadai nagydíjról, mert piros zászló hatálya alatt hagyta el a boxutcát.
A csapat 51 megszerzett pontjával a McLaren kizárásának köszönhetően a konstruktőri világbajnokság 3. helyén zárt.

## Eredmények
| Év   | Csapat  | Motor      | Gumik | Pilóták              | 1   | 2   | 3   | 4   | 5   | 6   | 7   | 8   | 9   | 10  | 11  | 12  | 13  | 14  | 15  | 16  | 17  | Pontok | Helyezés |
| ---- | ------- | ---------- | ----- | -------------------- | --- | --- | --- | --- | --- | --- | --- | --- | --- | --- | --- | --- | --- | --- | --- | --- | --- | ------ | -------- |
| 2007 | Renault | Renault V8 | B     |                      | AUS | MAL | BHR | ESP | MON | CAN | USA | FRA | GBR | EUR | HUN | TUR | ITA | BEL | JPN | CHN | BRA | 51     | 3.       |
| 2007 | Renault | Renault V8 | B     | Giancarlo Fisichella | 5   | 6   | 8   | 9   | 4   | DSQ | 9   | 6   | 8   | 10  | 12  | 9   | 12  | KI  | 5   | 11  | KI  | 51     | 3.       |
| 2007 | Renault | Renault V8 | B     | Heikki Kovalainen    | 10  | 8   | 9   | 7   | 13† | 4   | 5   | 15  | 7   | 8   | 8   | 6   | 7   | 8   | 2   | 9   | KI  | 51     | 3.       |